# Provinciale weg 508
De provinciale weg 508, ook wel N508, is een provinciale weg in Noord-Holland die loopt van de aansluiting met de N245 via de aansluiting met de N242 en verder naar het oosten naar het plaatsje Rustenburg.
Het gedeelte tussen de N245 en de N242 is uitgevoerd als autoweg met twee rijbanen met elk twee rijstroken, waar een maximumsnelheid geldt van 80 km/h tot aan de afslag Oudorp en Sint Pancras, vanaf daar geldt 70km/u. Dit weggedeelte is onderdeel van de Ring Alkmaar. Hier loopt de weg tussen de nieuwe woonwijk Vroonermeer van Alkmaar en Huiswaard, waarna het spoor Alkmaar - Heerhugowaard met een onderdoorgang wordt gekruist. Direct hierna volgt een ongelijkvloerse aansluiting met de Hertog Aalbrechtweg van Alkmaar waarna een gelijkvloerse kruising volgt met bedrijventerrein Beverkoog en woonwijk Oudorp.
Na deze kruising liep de weg tot september 2007 tot aan de N242 als autoweg door en kruiste deze met een gelijkvloerse kruising. Sinds september 2007 ligt er een ongelijkvloerse kruising met de N242 waarbij de N242 als doorgaande weg onderdoor loopt en met een halfklaverblad aansluit op de N508 die voorzien is met verkeerslichten.
Sinds februari 2008 loopt de N508 verder als gebiedsontsluitingsweg tot aan de Oosttangent van Heerhugowaard. De N508 eindigt hier met een turborotonde. Dit stuk N508 bestaat uit twee rijbanen van elk twee rijstroken met een maximale snelheid van 80 km/h. Wil men de N508 blijven vervolgen, dan moet men naar de Huygendijk toerijden om weer op het oude weggedeelte uit te komen. Tot februari 2008 is het weggedeelte langs de Huygendijk tussen de N242 en de rotonde naar de Oosttangent onderdeel van de N508 en sindsdien is dit gedeelte van de Huygendijk het afgesloten voor autoverkeer.
Daarna loopt de weg verder langs de Huygendijk ten zuiden van Heerhugowaard als erftoegangsweg. Vanaf de rotonde tot aan het plaatsje Oterleek mag 60 km/h gereden worden. Bij het plaatsje Rustenburg eindigt de N508.
N23 · N194 · N196 · N197 · N198 · N199 · N200 · N201 · N202 · N203 · N204 · N205 · N206 · N207 · N208 · N209 · N210 · N211 · N212 · N213 · N214 · N215 · N216 · N217 · N218 · N219 · N220 · N221 · N222 · N223 · N224 · N225 · N226 · N227 · N228 · N229 · N230 · N231 · N232 · N233 · N234 · N235 · N236 · N237 · N238 · N239 · N240 · N241 · N242 · N243 · N244 · N245 · N246 · N247 · N248 · N249 · N250 · N307

N401 · N402 · N403 · N404 · N405 · N406 · N407 · N408 · N409 · N410 · N411 · N412 · N413 · N414 · N415 · N416 · N417 · N418 · N419 · N420 · N421 · N439 · N440 · N441 · N442 · N443 · N444 · N445 · N446 · N447 · N448 · N449 · N450 · N451 · N452 · N453 · N454 · N455 · N456 · N457 · N458 · N459 · N460 · N461 · N462 · N463 · N464 · N465 · N466 · N467 · N468 · N469 · N470 · N471 · N472 · N473 · N474 · N475 · N476 · N477 · N478 · N479 · N480 · N481 · N482 · N483 · N484 · N487 · N488 · N489 · N490 · N491 · N492 · N493 · N494 · N495 · N496 · N497 · N498 · N501 · N502 · N503 · N504 · N505 · N505 (Andijk) · N506 · N507 · N508 · N509 · N510 · N511 · N512 · N513 · N514 · N515 · N516 · N517 · N518 · N519 · N520 · N521 · N522 · N523 · N524 · N525 · N526 · N527 · N806 · N830 · N848

Cursief vermelde wegen zijn voormalige Provinciale wegen